# Tetrapollinia caerulescens
Tetrapollinia caerulescens är en gentianaväxtart som först beskrevs av Jean Baptiste Christophe Fusée Aublet, och fick sitt nu gällande namn av B. Maguire och B.M. Boom. Tetrapollinia caerulescens ingår i släktet Tetrapollinia och familjen gentianaväxter. Inga underarter finns listade i Catalogue of Life.